# 나가야 왕

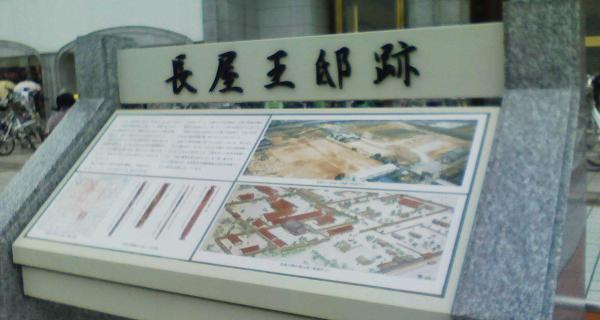

나가야 왕(일본어: 長屋王, 684?년 2월 12일 ~ 729년 2월 12일(양력 3월 16일)은 고대 일본 나라 시대의 황족 정치가이다.

## 생애
덴무 천황(天武天皇)의 손자이며, 임신의 난 때 활약한 다케치 황자(高市皇子)의 소생으로 태어났다. 어머니는 덴지 천황(天智天皇)의 딸 미나베 내친왕(御名部內親王)으로 추정된다.
게이운(景雲) 원년(704년) 정4위라는 파격적인 관위를 받으며 조정에 진출하였다. 와도(和銅) 2년(709년)에 종3위(従三位) 궁내경(宮内卿)을 거쳐 이듬해에는 식부경(式部卿)이 되었고, 레이키(霊亀) 2년(716년)에는 정3위(正三位)가 되었다. 헤이조쿄(平城京) 천도 후에는 우대신(右大臣) 후지와라노 후히토(藤原不比等)나 다른 황친(皇親) 도네리 친왕(舎人親王)과 함께 국정을 운영하였다.

### 나가야 왕 정권
나가야 왕은 황친 가운데서도 가장 높은 위치에 있었고 율령에 정통한 사람이었으며, 후지와라노 후히토도 자신의 딸을 내줄 정도로 큰 기대를 보였다(후히토가 살아 있는 동안 나가야 왕은 친후지와라 씨적인 존재였다는 설도 있다). 레이키 2년(716년) 당시 나가야 왕의 비(妃)인 기비 내친왕(吉備內親王, 몬무文武 · 겐쇼元正 두 천황의 여동생) 소생의 자녀들은 황손 대우를 받았고, 현존 목간에서는 일반적으로 천황의 명을 가리킬 때나 사용하는 대명(大命) 등의 경어를 쓰는 등 나가야 왕 같은 황친에 대한 경어는 거의 천황에 대한 예우와 같은 수준이었다고 보인다.
1986년부터 1989년까지 나가야 왕의 저택이 있던 헤이조쿄 궁 가까운 좌경 3조 2방 지역의 저택 발굴 당시 연못 부지에서 발굴된 3만 5천 점의 목간(木簡) 가운데 공진물하찰목간(貢進物荷札木簡)에서 '나가야 친왕궁(長屋親王宮)'이라는 명문을 적은 것도 발굴되었는데 이것이 단순히 참칭인지 아니면 나가야 왕 저택 안에서만 쓰던 통칭인지, 미코노미야(황태자)라는 단어를 한자로 표기한 것 뿐인지 의문이 제기되고 있지만, 나가야 왕이 당시 왕위 계승권을 지닌 유력 황친이었음을 알 수 있다.
레이키 3년(717년)에 좌대신(左大臣) 이소노카미노 마로(石上麻呂)가 죽고 이듬해에 나가야 왕은 일거에 대납언(大納言)이 되어 태정관(太政官)에서 우대신 후지와라노 후히토 다음 가는 위치를 점하게 되었으며, 신라에서 온 사신을 왕 자신의 저택에 초청해 성대하게 연회를 열기도 하였다. 이 연회에서 나가야 왕이 지은 한시 3수나 동석한 문인들이 지은 한시와 함께 《회풍조》(懐風藻)에 수록되어 전한다. 《회풍조》에 수록된 시를 보면 연못이 있는 정원에 매화나무, 버드나무가 심어져 있고 음악이 연주되는 가운데 향기로운 술이 대접되었다고 당시의 연회 모습을 그리고 있다.
요로(養老) 4년(720년)에 장인 후지와라노 후히토가 사망하고 이듬해 좌대신이 된 나가야 왕은 황친의 대표로써 일본의 정계를 주도하였다. 나가야 왕이 정권을 쥐고 있던 요로 7년(723년)에 삼세일신법(三世一身法)이 발표되었고, 이후 종2위 우대신을 거쳐 진키(神亀) 원년(724년)에 쇼무 천황(聖武天皇)이 즉위하던 날, 나가야 왕은 정2위 좌대신이 되었다.

### 나가야 왕의 정변
그러나 쇼무 천황이 생모인 후지와라노 미야코(후히토의 딸)에게 대부인(大夫人) 칭호를 내리려 하자, 나가야 왕은 율령에 명시된 황태부인(皇太夫人)과의 차이점을 지적하며 이를 반대해 끝내 철회시켰다. 이는 쇼무 천황과 나가야 왕 사이의 갈등이 생기는 시발점이 되었다.
진키 6년(729년) 2월, 누리베노 기미타리(漆部君足)와 나카토미노 미야쿠노 아즈마히토(中臣宮處東人)가, 나가야 왕이 몰래 사도(私道)를 배워 나라를 멸망시키려 한다고 밀고했고, 후지와라노 우마카이(藤原宇合) 등이 거느린 병사들이 나가야 왕의 저택을 포위하였다. 도네리 친왕의 심문을 받고 이틀 뒤 나가야 왕은 자결하였다. 향년 46세(또는 54세). 같은 날 나가야 왕의 비인 기비 내친왕과 그 소생의 왕자 네 명도 목을 매어 자결하였는데, 정작 그 동생이나 자매, 자손, 첩 등 연좌되었던 사람들이나 나가야 왕의 저택에서 일하던 하인들까지 모두 사면되었다. 나가야 왕의 정변이라 불리는 이 사건은 현재는 정치적 모략에 의한 무고였다는 설이 강하다.
나가야 왕이 자결한 해 8월에 후히토의 딸인 고묘시(光明子)가 쇼무 천황의 황후가 되었고, 후히토의 아들 4형제(무치마로, 후사사키, 우마카이, 마로) 모두 의정관과 요직을 두루 차지하였다. 그러나 고묘시 소생의 모토이 왕(基王)은 진키 5년(728년) 태어난지 불과 1년이 되기도 전에 사망하고, 대신 후지와라 씨가 아닌 아가타 이누카이노 히로토지(懸犬養廣刀自)가 아사카 친왕(安積親王)을 낳는다. 정치적으로 천황과 아사카 친왕 사이에 무슨 일이 생기는 경우 천황의 숙모이기도 한 기비 내친왕 소생의 왕자(즉 나가야 왕의 아들)인 가시와데 왕(膳夫王) 등의 왕자들이 덴무계 남자 황족으로써 왕위를 이어받을 가장 유력한 계승자였으며, 이것은 나가야 왕이 제거되어야 할 가장 중요한 이유였다.
후지와라 씨의 고묘시가 황후가 되고 후지와라 씨 4형제에 의해 수립된 후지와라 정권은 덴표 9년(737년)에 후지와라 씨 4형제가 천연두로 사망하면서 크게 흔들렸고, 나가야 왕을 자결로 몰아간 것에 대한 저주라는 소문이 돌면서 동시에 나가야 왕을 추숭하는 분위기가 조성되었다. 덴표 10년(738년) 7월 10일에는 좌병고(左兵庫)의 오토모노 고무시(大伴子蟲)가 우병고(右兵庫)의 수장이 된 나카토미노 미야쿠노 아즈마히토와 바둑을 두다 나가야 왕을 논하던 가운데 알력이 생겨 그만 그를 참살하는 사건이 발생했는데, 아즈마히토는 일찍이 나가야 왕을 밀고한 공으로 외종5위하 관위를 받은 자였다. 해당 사건을 기록한 《속일본기》(続日本紀)에서 나가야 왕을 고발한 아즈마히토의 행동을 「무고」(誣告)라는 단어로 적고 있는 것에서 《속일본기》 편찬 당시인 헤이안 시대(平安時代) 초기 일본의 조정은 나가야 왕이 죄 없이 죽음을 당한 것으로 인식하고 있었음을 암시한다.

## 일화
- 나가야 왕이 왕의 부모와 쇼무 천황 이전 역대 천황을 위해 발원하고 와도 5년(712년)과 진키 5년(728년) 5월 두 번에 걸쳐 사경한 《대반야경》(大般若經) 1부(6백 권)는 《나가야 왕 원경》(《진키경》)의 일부로써 남아 전한다.
- 779년 완성된 《도다이와조토세이덴》(唐大和尙東征傳)에는, 당의 승려 감진(鑑眞)이 일본의 유학승 에이에이(英叡), 후쇼(普照)에게 "일찍이 일본국의 나가야 왕께서 불법을 숭상하시어, 당의 승려를 위해 1천 장의 가사를 기증하셨다"고 말했다는 기술이 있다. 그 가사 가운데 한 벌에는 가장자리에 "산천과 지역이 달라도 풍월천은 같고, 여러 불자를 맞아 함께 내연을 맺는다"는 글귀를 수놓았다고 한다.
- 반면 《일본영이기》(日本靈異記) 중권1에는, 쇼무 천황이 대법회를 열었을 때 태정대신 정2위 나가야 왕이 신분 천한 사미승의 머리를 몽둥이로 때려 죽였다는 기록이 나오는데, 민중에게 전파된 불교 설화에서 나가야 왕의 불교를 귀족 불교의 틀에서 벗어나지 못한 것으로 빗댄 것으로 해석된다.

## 자손
나가야 왕의 후예 씨족인 다카시나 씨(高階氏)는 백부 도네리 친왕의 후예 씨족인 기요하라 씨(清原氏)와 함께 오랫동안 그 혈통을 유지하였다. 헤이안 시대 말기 고시라카와 천황(候白河天皇)의 총비(寵妃)였던 단고노 쓰보네(丹後局) 에이코(栄子)도 다카시나 씨 사람이었고, 아시카가 다카우지(足利尊氏)를 도와 무로마치 막부 개창에 공을 세운 고 모로나오(高師直)와 그 동생 모로야스(師泰) 역시 다카시나 씨로 나가야 왕의 후손에 해당한다.

## 참고 문헌
- 고미 후미히코 등 지음 《일본인 이야기》(한은미 옮김) 이손, 2003년